# Бронхиальная астма тяжёлого течения
Тяжёлая бронхиальная астма, согласно стратификации тяжести, предложенной в глобальной стратегии GINA — бронхиальная астма, сопровождающаяся ежедневными приступами удушья, частыми ночными симптомами, с частыми обострениями и выраженными нарушениями функции внешнего дыхания (ОФВ1 менее 60 % от должных величин, суточная вариабельность ПСВ более 30 %).

## Классификация
Термин «тяжелая бронхиальная астма» — во многом собирательное понятие и включает в себя следующие, в той или иной мере опасные для жизни состояния:
1. астматический статус  или тяжёлое обострение БА (acute severe asthma или status asthmaticus);
2. фатальная астма (fatal asthma);
3. внезапно возникшая тяжёлая астматическая атака (sudden onset attacks);
4. медленно развивающаяся астматическая атака (slow onset attacks);
5. нестабильная астма (brittle asthma);
6. хроническая тяжёлая астма (chronic difficult asthma).[2]

## Лечение
Новейший метод лечения основан на подмеченном ещё в глубокой древности Гиппократом
и Ибн Синой сходстве бронхиальной астмы и эпилепсии. Современные исследования, (подтвержденные клинической практикой) показывают, что в астматический приступ вовлечены не только периферические, но и центральные механизмы. Таким образом, воздействие на центральное звено астматической реакции такими недорогими и хорошо зарекомендовавшими себя препаратами, как Карбамазепин, Вальпроат натрия и некоторыми иными противоэпилептическими средствами, более чем в 70 % случаев способно переломить ход болезни и спасти жизнь больному вне зависимости от тяжести его исходного состояния.